# Distretto di Callayuc
Il distretto di Callayuc è uno dei quindici distretti  della provincia di Cutervo, in Perù. Si trova nella regione di Cajamarca e si estende su una superficie di 316,05 chilometri quadrati.

Ha per capitale la città di Callayuc e contava 11.286 abitanti al censimento 2005.